# Grimseli-tó
A Grimseli-tó (németül: Grimselsee) mesterséges tó a Grimseli-hágó mellett Bern kantonban, Svájc területén. 95 millió m3-es térfogatával meghaladja a régió többi hidroelektrikus víztározóját, mint Oberaarsee, Räterichsbodensee és Gelmersee. Gátját 1932-ben fejezték be és az Oberhasli Kraftwerke AG (KWO) üzemelteti. Guttannen önkormányzatban helyezkedik el.

## Fordítás
- Ez a szócikk részben vagy egészben  a   Grimselsee című angol Wikipédia-szócikk fordításán alapul.  Az eredeti cikk szerkesztőit annak laptörténete sorolja fel. Ez a jelzés csupán a megfogalmazás eredetét és a szerzői jogokat jelzi, nem szolgál a cikkben szereplő információk forrásmegjelöléseként.

## Külső hivatkozások
- (németül) Vergrösserung des Grimselsees[halott link], KWO
- Elhelyezkedése a Google Térképen